# Ženski rukomet na Mediteranskim igrama 2013.
Ženski rukometni turnir na MI 2013. održao se u Mersinu u Turskoj. Branitelj naslova bila je francuska reprezentacija. 

## Djevojčadi sudionice
- Hrvatska: Izbornik Vladimir Canjuga pozvao je na pripreme ove igračice:[1]

Jelena Grubišić (Krim-Mercator), Marta Žderić (Podravka), Marina Razum (Lokomotiva), Maja Zebić (Zaječar), Tea Golubić (Samobor), Anita Gaće (Podravka), Nataša Janković (Lokomotiva), Vesna Milanović-Litre (Podravka), Katarina Ježić (Budućnost T-Mobile), Andrea Čović (Podravka), Miranda Tatari (Podravka), Ivana Lovrić (Samobor), Petra Oštarijaš (Lokomotiva), Lana Franković (Sesvete), Kristina Elez (Erdy Sport), Andrea Penezić (Krim-Mercator), Sonja Bašić (Metalurg), Iva Milanović-Litre (Samobor), Ivana Petković (Zelina), Žana Čović (Podravka), Ekatarina Nemaškalo, Iva Pongrac.
- Španjolska: Vanessa Amorós, Alexandrina Barbosa, Nuria Benzal, Raquel Caño, Elisabet Chávez, Naiara Egozkue, Patricia Elorza, Beatriz Escribano, Cristina González, Lara González, Mireya González, Ainhoa Hernández, Marta López, Ana Isabel Martínez, María Muñoz, Haridian Rodríguez
- Srbija: Jovana Bartošić, Ana Kačarević, Jovana Stoiljković, Katarina Krpež, Jovana Risović, Dragana Cvijić, Jelena Živković, Sanja Radosavljević, Jelena Trifunović, Sanja Rajović, Marina Živković, Tamara Georgijev, Katarina Stepanović, Sandra Filipović, Maja Radojičić, Marijana Tanić
- Tunis:
- Crna Gora:
- Italija: Celine Auriemma, Angela Cappallaro, Cecilia Carini, Antonella Coppola, Eleonora Costa, Bianca Dal Balzo, Stefanie Egger, Rafika Ettaqui, Irene Fanton, Sandra Federspieler, Cristina Georghe, Beatrice Guerra, Cristina Lenardon, Anika Niederwieser, Giulia Pocaterra, Monika Prunster, Gaia Maria Zuin
- Makedonija:
- Turska:
- Francuska:
- Slovenija: Ana Gros, Lina Krhlikar, Miša Marinček, Nina Jeriček, Teja Ferfolja, Sanja Gregorc, Neli Irman, Maja Zrnec, Sergeja Stefanišin, Neža Mitruševska, Urška Vidič, Barbara Lazović, Branka Zec, Maja Šon, Ana Petrinja, Tamara Mavsar
- Alžir:

Zbog odustajanja Francuske ždrijeb je ponovljen.
Ovako je izgledao prvotan ždrijeb:
- skupina A: Španjolska, Srbija, Tunis
- skupina B: Crna Gora, Hrvatska, Italija, Makedonija
- skupina C: Turska, Francuska, Slovenija, Alžir

## Turnir

### Skupina A
| Nadnevak   | 1. momčad | Ishod | 2. momčad |
| ---------- | --------- | ----- | --------- |
| 22. lipnja | Srbija    | 38:27 | Italija   |
|            | Turska    | 25:23 | Alžir     |
| 23. lipnja | Crna Gora | 25:22 | Turska    |
|            | Srbija    | 28:20 | Alžir     |
| 24. lipnja | Crna Gora | 18:21 | Srbija    |
|            | Alžir     | 19:23 | Italija   |
| 25. lipnja | Srbija    | 24:21 | Turska    |
|            | Crna Gora | 19:18 | Italija   |
| 26. lipnja | Crna Gora | 19:27 | Alžir     |
|            | Turska    | 28:26 | Italija   |

|    | Tablica   | I | Pob. | Ner. | Por. | Pos. P | Prim. P | RP  | Bodovi |
| -- | --------- | - | ---- | ---- | ---- | ------ | ------- | --- | ------ |
| 1. | Srbija    | 4 | 4    | 0    | 0    | 111    | 86      | +25 | 8      |
| 2. | Crna Gora | 4 | 2    | 0    | 2    | 81     | 88      | -7  | 4      |
| 3. | Turska    | 4 | 2    | 0    | 2    | 96     | 98      | -2  | 4      |
| 4. | Alžir     | 4 | 1    | 0    | 3    | 89     | 95      | -6  | 2      |
| 5. | Italija   | 4 | 1    | 0    | 3    | 94     | 104     | -10 | 2      |

### Skupina B
| Nadnevak   | 1. momčad  | Ishod | 2. momčad  |
| ---------- | ---------- | ----- | ---------- |
| 22. lipnja | Hrvatska   | 29:26 | Makedonija |
|            | Slovenija  | 35:29 | Tunis      |
| 23. lipnja | Makedonija | 21:32 | Slovenija  |
|            | Španjolska | 24:25 | Hrvatska   |
| 24. lipnja | Španjolska | 17:20 | Slovenija  |
|            | Makedonija | 22:31 | Tunis      |
| 25. lipnja | Španjolska | 28:22 | Tunis      |
|            | Hrvatska   | 31:31 | Slovenija  |
| 26. lipnja | Hrvatska   | 23:35 | Tunis      |
|            | Španjolska | 24:13 | Makedonija |

|    | Tablica    | I | Pob. | Ner. | Por. | Pos. P | Prim. P | RP  | Bodovi |
| -- | ---------- | - | ---- | ---- | ---- | ------ | ------- | --- | ------ |
| 1. | Slovenija  | 4 | 3    | 1    | 0    | 118    | 98      | +20 | 7      |
| 2. | Hrvatska   | 4 | 2    | 1    | 1    | 108    | 116     | -8  | 5      |
| 3. | Španjolska | 4 | 2    | 0    | 2    | 93     | 80      | +13 | 4      |
| 4. | Tunis      | 4 | 2    | 0    | 2    | 117    | 108     | +9  | 4      |
| 5. | Makedonija | 4 | 0    | 0    | 4    | 82     | 116     | -34 | 0      |

### Poluzavršnica
28. lipnja 2013.
- Slovenija -  Crna Gora 24:22
- Srbija -  Hrvatska 25:16

### Utakmica za broncu
29. lipnja 2013.
- Crna Gora -  Hrvatska 24:25

### Utakmica za zlato
29. lipnja 2013.
- Slovenija -  Srbija 19:25

| Pobjednici         |
| ------------------ |
| Srbija Prvi naslov |